# Kilianskirche (Hilmes)

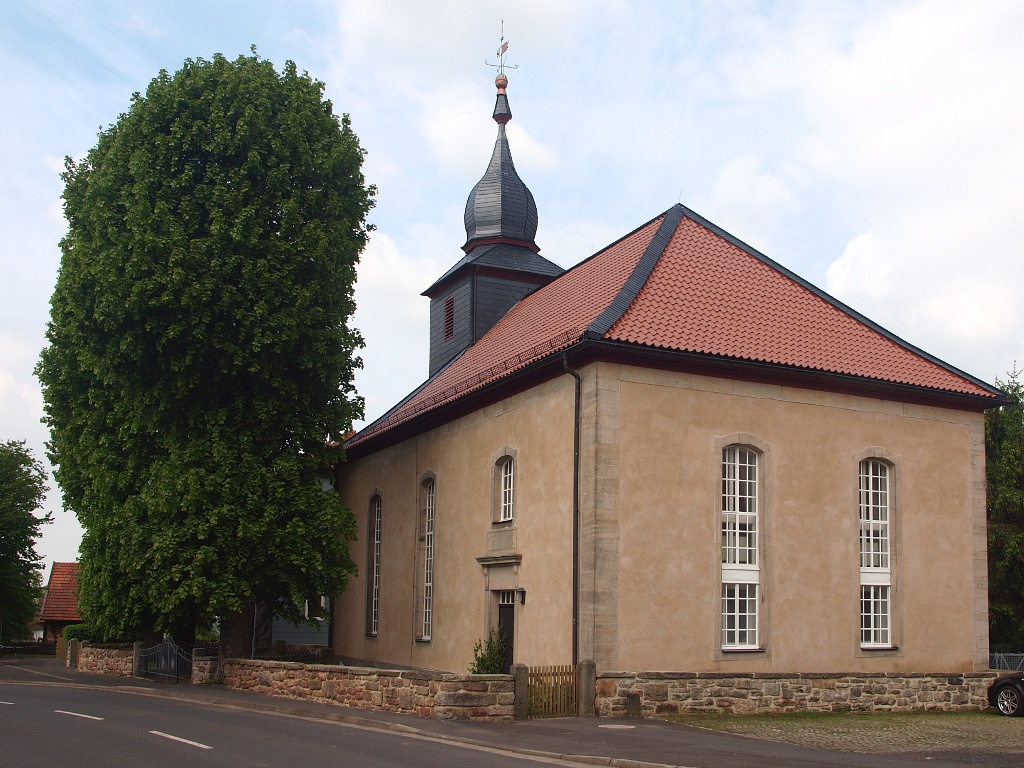
Kilianskirche (Hilmes)

Die evangelische Kilianskirche ist ein denkmalgeschütztes Kirchengebäude, die im Ortsteil Hilmes der Gemeinde Schenklengsfeld im Landkreis Hersfeld-Rotenburg (Hessen) steht. Die Kirchengemeinde gehört zum Kirchenkreis Hersfeld-Rotenburg im Sprengel Hanau-Hersfeld der Evangelischen Kirche von Kurhessen-Waldeck.

## Beschreibung
Die Saalkirche wurde anstelle eines Vorgängerbauwerkes 1820/22 erbaut, die Jahreszahl 1820 steht über den Portalen im Westen und im Süden. Das Kirchenschiff ist mit einem Walmdach bedeckt, aus dem sich im Westen ein schiefergedeckter Dachreiter erhebt, auf dem eine bauchige Haube sitzt. Der Innenraum hat dreiseitige Emporen. Die Kirchenausstattung stammt aus der Erbauungszeit, das Taufbecken allerdings von 1683. Die Kanzel hängt an der Wand hinter dem Altar. Die Orgel wurde 1887 von den Gebrüdern Peternell gebaut. In den 1960er Jahren wurde eine Wand in den Kirchraum eingezogen und die Emporen wurden verändert. Dadurch sind Räume entstanden, die unten eine Toilette und eine Teeküche und oben den Gemeindesaal beherbergen.